# Adda-et-Oglio
Pour les articles homonymes, voir Adda (homonymie).
1797–1800
Le département d'Adda-et-Oglio était un ancien département de la République cisalpine, nommé d'après les rivières Adda et Oglio, et avec pour chef-lieu Sondrio.

## Historique
Le département d'Adda-et-Oglio (chef-lieu Morbegno) fut créé le 5 novembre 1797 dans la République cisalpine, pour intégrer la Valteline et les comtés de Chiavenna et Bormio, séparés des Grisons le 19 juin 1797 et annexés à la République cisalpine le 22 octobre suivant. Le 3 décembre 1797, son chef-lieu fut transféré à Sondrio.
Le département disparut lors de la seconde création de la République cisalpine en 1800.